# Linha 12 do Metrô da Cidade do México
A Linha 12: Tláhuac ↔ Mixcoac é uma das linhas em operação do Metrô da Cidade do México, inaugurada no dia 30 de outubro de 2012. Estende-se por cerca de 25,100 km, dos quais 24,110 km são usados para serviço e o restante para manobras. A cor distintiva da linha é o dourado.
Possui um total de 20 estações em operação, das quais 9 são subterrâneas, 2 são superficiais e 9 são elevadas. Além destas, mais 3 estações encontram-se em construção. As estações Atlalilco, Ermita, Mixcoac e Zapata possibilitam integração com outras linhas do Metrô da Cidade do México.
A linha, operada pelo Sistema de Transporte Colectivo, possui o sexto menor tráfego do sistema, tendo registrado um movimento de 105.297.900 passageiros em 2016. Atende as seguintes demarcações territoriais da Cidade do México: Benito Juárez, Coyoacán, Iztapalapa e Tláhuac.

## Estações
| Nome                     | Inauguração           | Demarcação territorial | Integração | Posição     | Latitude      | Longitude     |
| ------------------------ | --------------------- | ---------------------- | ---------- | ----------- | ------------- | ------------- |
| Tláhuac                  | 30 de outubro de 2012 | Tláhuac                | -          | Superfície  | 19° 17' 11" N | 99° 00' 51" O |
| Tlaltenco                | 30 de outubro de 2012 | Tláhuac                | -          | Superfície  | 19° 17' 39" N | 99° 01' 26" O |
| Zapotitlán               | 30 de outubro de 2012 | Tláhuac                | -          | Elevada     | 19° 17' 48" N | 99° 02' 04" O |
| Nopalera                 | 30 de outubro de 2012 | Tláhuac                | -          | Elevada     | 19° 18' 00" N | 99° 02' 48" O |
| Olivos                   | 30 de outubro de 2012 | Tláhuac                | -          | Elevada     | 19° 18' 15" N | 99° 03' 35" O |
| Tezonco                  | 30 de outubro de 2012 | Iztapalapa             | -          | Elevada     | 19° 18' 22" N | 99° 03' 54" O |
| Periférico Oriente       | 30 de outubro de 2012 | Iztapalapa             | -          | Elevada     | 19° 19' 04" N | 99° 04' 29" O |
| Calle 11                 | 30 de outubro de 2012 | Iztapalapa             | -          | Elevada     | 19° 19' 14" N | 99° 05' 09" O |
| Lomas Estrella           | 30 de outubro de 2012 | Iztapalapa             | -          | Elevada     | 19° 19' 20" N | 99° 05' 46" O |
| San Andrés Tomatlán      | 30 de outubro de 2012 | Iztapalapa             | -          | Elevada     | 19° 19' 42" N | 99° 06' 18" O |
| Culhuacán                | 30 de outubro de 2012 | Iztapalapa             | -          | Elevada     | 19° 20' 13" N | 99° 06' 32" O |
| Atlalilco                | 30 de outubro de 2012 | Iztapalapa             |            | Subterrânea | 19° 21' 22" N | 99° 06' 05" O |
| Mexicaltzingo            | 30 de outubro de 2012 | Coyoacán / Iztapalapa  | -          | Subterrânea | 19° 21' 28" N | 99° 07' 18" O |
| Ermita                   | 30 de outubro de 2012 | Benito Juárez          |            | Subterrânea | 19° 21' 43" N | 99° 08' 35" O |
| Eje Central              | 30 de outubro de 2012 | Benito Juárez          | -          | Subterrânea | 19° 21' 41" N | 99° 09' 05" O |
| Parque de los Venados    | 30 de outubro de 2012 | Benito Juárez          | -          | Subterrânea | 19° 22' 15" N | 99° 09' 31" O |
| Zapata                   | 30 de outubro de 2012 | Benito Juárez          |            | Subterrânea | 19° 22' 15" N | 99° 09' 54" O |
| Hospital 20 de Noviembre | 30 de outubro de 2012 | Benito Juárez          | -          | Subterrânea | 19° 22' 19" N | 99° 10' 16" O |
| Insurgentes Sur          | 30 de outubro de 2012 | Benito Juárez          | -          | Subterrânea | 19° 22' 25" N | 99° 10' 44" O |
| Mixcoac                  | 30 de outubro de 2012 | Benito Juárez          |            | Subterrânea | 19° 22' 33" N | 99° 11' 15" O |
| Valentín Campa           | Em obras              | Álvaro Obregón         | -          | Subterrânea | 19° 22' 56" N | 99° 12' 00" O |
| Álvaro Obregón           | Em obras              | Álvaro Obregón         | -          | Subterrânea | 19° 23' 25" N | 99° 11' 51" O |
| Observatorio             | Em obras              | Álvaro Obregón         | -          | Subterrânea | 19° 23' 54" N | 99° 12' 01" O |